# Brimonidine
Brimonidine là một loại thuốc dùng để điều trị bệnh tăng nhãn áp góc mở, tăng huyết áp mắt và bệnh hồng ban. Trong bệnh hồng ban nó cải thiện màu đỏ. Nó được sử dụng như thuốc nhỏ mắt hoặc bôi trên da.
Các tác dụng phụ thường gặp khi sử dụng ở mắt bao gồm ngứa, đỏ và khô miệng. Các tác dụng phụ thường gặp khi sử dụng trên da bao gồm đỏ da, nóng rát và đau đầu. Tác dụng phụ đáng kể hơn có thể bao gồm phản ứng dị ứng và huyết áp thấp. Sử dụng trong thai kỳ có vẻ ổn. Khi áp dụng cho mắt, nó hoạt động bằng cách giảm lượng thủy dịch tạo ra trong khi tăng lượng nước chảy ra từ mắt. Khi áp dụng cho da, nó hoạt động bằng cách làm cho các mạch máu co lại.
Brimonidine được cấp bằng sáng chế vào năm 1972 và được đưa vào sử dụng y tế vào năm 1996. Nó là có sẵn như là một loại thuốc gốc. Một mililit ở Vương quốc Anh tiêu tốn của NHS khoảng 1,13 £ vào năm 2019. Tại Hoa Kỳ, chi phí bán buôn của số thuốc này là khoảng 0,60 USD. Năm 2016, đây là loại thuốc được kê đơn nhiều thứ 167 tại Hoa Kỳ với hơn 3 triệu đơn thuốc.

## Sử dụng trong y tế
Brimonidine được chỉ định để giảm áp lực nội nhãn ở bệnh nhân tăng nhãn áp góc mở hoặc tăng huyết áp mắt. Nó cũng là thành phần hoạt chất của brimonidine/timolol cùng với timolol maleate.
Một nghiên cứu Cochrane đã so sánh tác dụng của brimonidine và timolol trong việc làm chậm sự tiến triển của bệnh tăng nhãn áp góc mở ở những người tham gia trưởng thành.